# سايبريا 3
سايبريا 3 (بالإنجليزية: Syberia III) ، هي لعبة فيديو من تطوير بينويت سوكال سنة 2015م، صدرت اللعبة يوم 20 أبريل 2017، وهي من نوع لعبة المغامرات.